# Корик
Кори́к (каз. Қорық) — село у складі Аягозького району Абайської області Казахстану. Адміністративний центр та єдиний населений пункт Малгельдинського сільського округу.
Населення — 521 особа (2021; 871 у 2009, 1185 у 1999, 1177 у 1989).
Національний склад станом на 1989 рік:
- казахи — 100 %

У радянські часи село називалось також Алгабас.